# کوپرنگکی
کوپرنگکی (به لهستانی:  Koperniki) یک روستا در لهستان است که در گمینا نسا واقع شده‌است.